# Douze variations sur un allegretto en si bémol majeur
Les douze variations pour piano sur un allegretto en si bémol majeur, K. 500, sont une œuvre pour piano de Wolfgang Amadeus Mozart, écrite le 12 septembre 1786 à Vienne. La pièce est formée de douze variations basées sur un thème original. Elle a été écrite pour l'éditeur et ami de Mozart, Franz Anton Hoffmeister.

## Structure
- Thème: Allegretto, en si bémol majeur, à , 8 mesures, 2 sections répétées 2 fois (mesures 1 à 4, mesures 5 à 8)
- Les Variations I à IX, XI ont 8 mesures, 2 sections répétées 2 fois (mesures 1 à 4, mesures 5 à 8)
- La Variation VII est en si bémol mineur.
- La Variation X comporte une coda (mesures 9 à 15)
- La Variation XI est marquée Adagio
- La Variation XII est marquée Allegro, à 
 (43 mesures), puis Tempo primo, à , avec la structure 8 mesures, 2 sections répétées 2 fois

Durée de l'interprétation : Env. 10 min
Thème :